# Corcelles-le-Jorat
Corcelles-le-Jorat – miejscowość i gmina (commune) w zachodniej Szwajcarii, w kantonie Vaud, w okręgu (district) Broye-Vully.  

## Demografia
W Corcelles-le-Jorat mieszka 490 osób. W 2021 roku 16,5% populacji gminy stanowiły osoby urodzone poza Szwajcarią. 